# Beerdigung von Boris Pasternak
Die Beisetzung von Boris Pasternak fand am 2. Juni 1960 auf dem Friedhof von Peredelkino (russisch Переделкинское кладбище) statt. Trotz der Bemühungen der Behörden, das Ereignis herunterzuspielen, versammelten sich viele um Abschied von dem verehrten Dichter zu nehmen. Die Zeremonie war geprägt von einer Mischung aus Trauer und Protest, und sie markierte einen bedeutenden Moment in der sowjetischen Kulturgeschichte. Für viele war die Teilnahme an der Beerdigung nicht nur eine Hommage an den verstorbenen Dichter, sondern auch ein Akt der Zivilcourage, wahrscheinlich der erste seit vielen Jahrzehnten in Sowjetrussland, ein Akt des Widerstands gegen die Unterdrückung von Meinungsfreiheit und künstlerischer Freiheit.

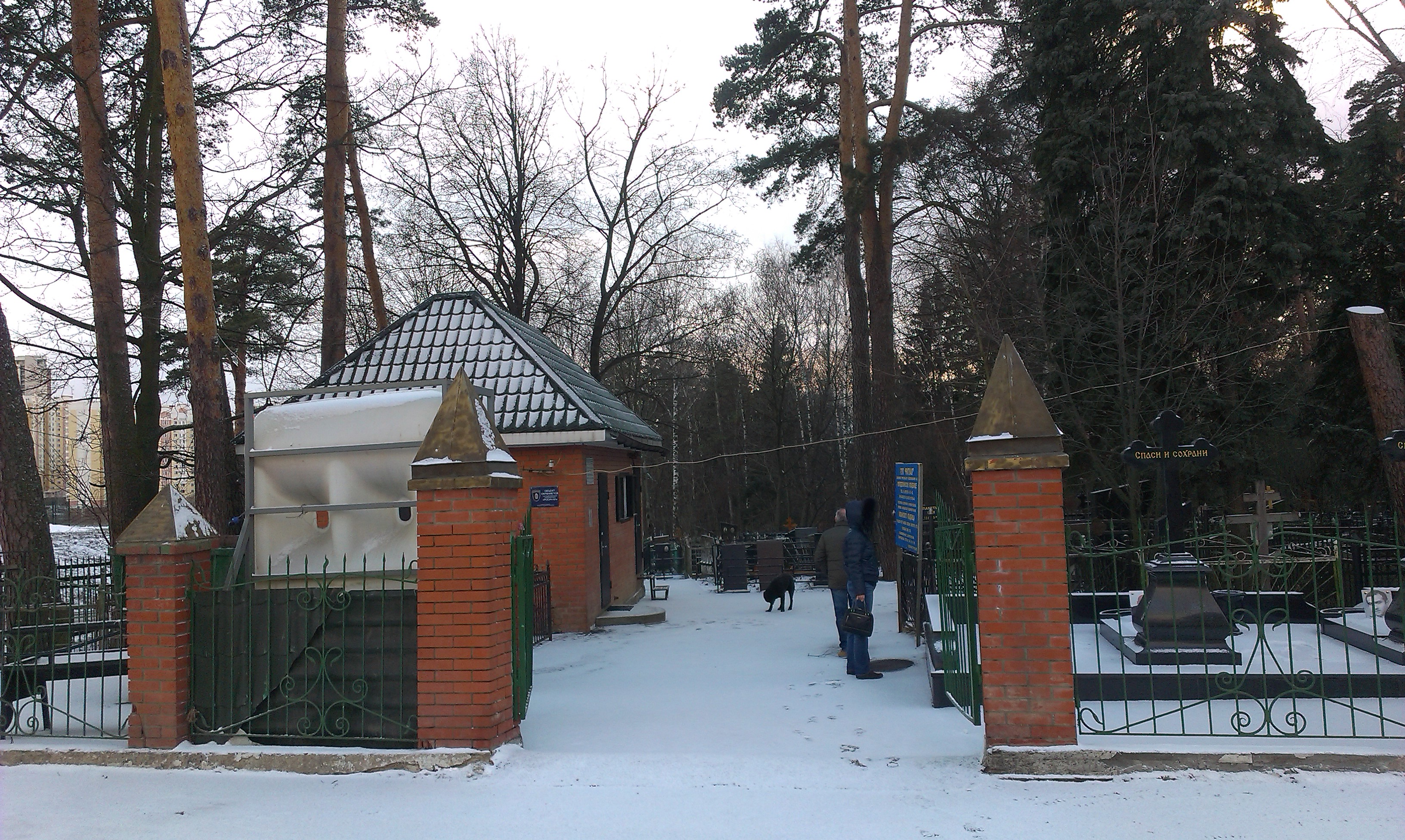
Friedhof von Peredelkino

## Geschichte
Der russische Dichter und Schriftsteller Boris Leonidowitsch Pasternak war am 30. Mai 1960 im Alter von 71 Jahren in Peredelkino bei Moskau nach schwerer und langer Krankheit verstorben. Er war eine der wichtigsten Figuren der russischen Literatur des 20. Jahrhunderts. 1958 erhielt er den Nobelpreis für Literatur für seinen Roman Doktor Schiwago, der ihm internationalen Ruhm einbrachte, aber auch den Zorn der sowjetischen Behörden, die das Werk als subversiv betrachteten. In den Zeiten des Kalten Kriegs durfte dieser in Russland nicht erscheinen. Nach vielem Hin und Her wurde er zuerst in Italien in einer italienischen Übersetzung veröffentlicht, eine von der CIA finanziell geförderte russische Originalausgabe wurde im August 1958 beim Den Haager Mouton Verlag veröffentlicht.
Der Moskauer Datschenvorort Peredelkino, auf dessen Friedhof Pasternak begraben wurde, war sein langjähriger Wohnort. Die Nachricht über seinen Tod wurde in der Literaturnaja gaseta (vom 2. Juni) und in der Zeitung Literatura i schisn (vom 1. Juni) sowie in der Zeitung Wetschernjaja Moskwa  veröffentlicht. Sein Tod löste eine Welle der Trauer und Kontroverse aus, die die sowjetische Gesellschaft tief spaltete.
Die Literaturnaja gaseta verkündete den Tod eines der ersten russischen Dichter des 20. Jahrhunderts mit einer kurzen Mitteilung als "Mitglied des Literaturfonds der UdSSR":

«правление Литературного Фонда СССР извещает о смерти писателя, члена Литфонда, Бориса Леонидовича Пастернака, последовавшей 30 мая сего года, на 71 году жизни, после тяжелой и продолжительной болезни, и выражает соболезнование семье покойного»

„Der Vorstand des Literaturfonds der UdSSR gibt den Tod des Schriftstellers und Mitglieds des Literaturfonds Boris Leonidowitsch Pasternak bekannt, der am 30. Mai dieses Jahres im Alter von 71 Jahren nach schwerer und langer Krankheit verstorben ist, und spricht der Familie des Verstorbenen sein Beileid aus.“

Trotz der 'Schande' des Dichters – er war aus dem sowjetischen Schriftstellerverband ausgeschlossen worden und es lief eine Denunziationskampagne gegen ihn – fanden sich am 2. Juni 1960 zahlreiche Menschen ein, um ihn auf seinem letzten Weg zu begleiten. Unter den Trauergästen waren prominente Persönlichkeiten wie Naum Korzhavin, Bulat Okudschawa, Andrei Wosnessenski, Qaysin Quli. In seiner Biografie von Alexander Solschenizyn erwähnt D. M. Thomas vier Pianisten, die bei der Beerdigung von Boris Pasternak spielten: Swjatoslaw Richter, Maria Judina, Stanislaw Neuhaus und Andrei Wolkonski.
Eine detailreiche Schilderung des Geschehnisses liefert die Pasternak-Biographie von Christopher J. Barnes:

„There was no church funeral, but a local priest celebrated Orthodox requiem in the dacha for family and closest friends on 1st June. Although officially ignored and boycotted, the funeral on 2 June was attended by many hundreds apart from family and friends, there were many students, intelligentsia, foreign newsmen, local inhabitants, and anonymous admirers who had learned of his death by word of mouth. Richter and Yudina played as mourners filed through the drawing room past the flower-decked coffin. Official transport for the burial was ignored, and the coffin was borne out along the road to the cemetery by a group of young men including Pasternak's sons, the two sons of Vsevolod Ivanov, Stanislav Neigauz and Mikhail Polivanov. The coffin lid was carried by Yulii Daniel and Andrei Sinyavsky. Pasternak was buried beneath three pines at the edge of the Peredelkino cemetery. At the graveside Valentin Asmus gave a short, restrained but courageous speech of appreciation, and Golubentsev recited 'Hamlet'. After the formalities, many people ignored official attempts to end the meeting, and for hours continued to recite Pasternak's poetry - beloved early pieces and some still unpublished masterpieces.“

Olga Iwinskaja schildert in ihren Erinnerungen an ihre mit Pasternak verbrachten Jahre (A Captive of Time: My Years with Pasternak) das Ereignis ebenfalls ausführlich.
Auch über die Beerdigung selbst wurde von sowjetischer Seite ein Bericht von der Kulturabteilung am 4. Juni 1960 veröffentlicht, worin nach der Darstellung Henri Troyats zu lesen ist, dass die ausländische bourgeoise Presse versucht habe, sich der Krankheit und des Todes Pasternaks zu bedienen, um antisowjetischen Reaktionen in der öffentlichen Meinung zu wecken.
Nach Pasternaks Tod wurden seine Lebensgefährtin Olga Iwinskaja und deren Tochter Irina Jemeljanowa im Zusammenhang mit der Veröffentlichung Doktor Schiwagos in westlichen Verlagen festgenommen und inhaftiert. Der Roman Doktor Schiwago erschien in der Sowjetunion erst 1987 im Zuge der Perestroika, nachdem Pasternak rehabilitiert worden war.  Trotz der Versuche der sowjetischen Regierung, Pasternaks Erbe zu unterdrücken, bleibt seine Bedeutung als einer der herausragenden Dichter des 20. Jahrhunderts unbestritten.

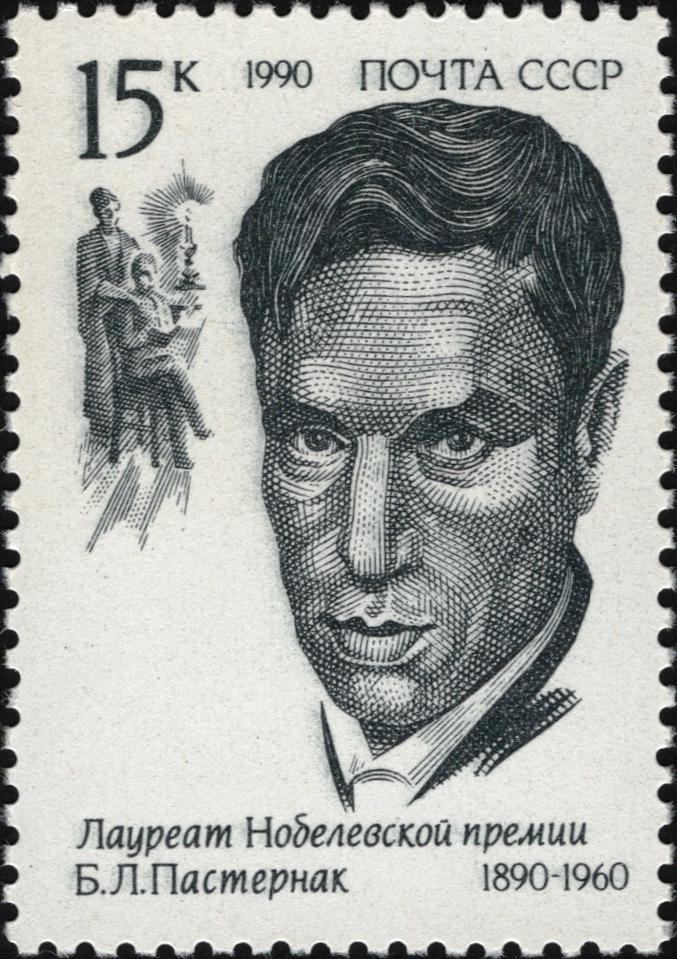
Pasternak auf einer sowjetischen Briefmarke von 1990

Die Bildhauerin Sarra Lebedewa schuf das Denkmal auf Pasternaks Grab, das bis heute als Gedenkstätte für den bedeutenden Dichter dient. Sein Vermächtnis lebt weiter in seinem Werk und in der Erinnerung derer, die ihn als moralische Instanz und künstlerisches Genie verehren.
Ein Video, das bei der Beerdigung aufgenommen wurde, wurde in jüngerer Zeit zum ersten Mal im Internet veröffentlicht. Der Film befindet sich im Besitz der Familie des Dichters. Er wurde vom Studio Top kadr digitalisiert und restauriert, wobei noch einiges von Experten erforscht und beschrieben werden müsste.